# Studio Job

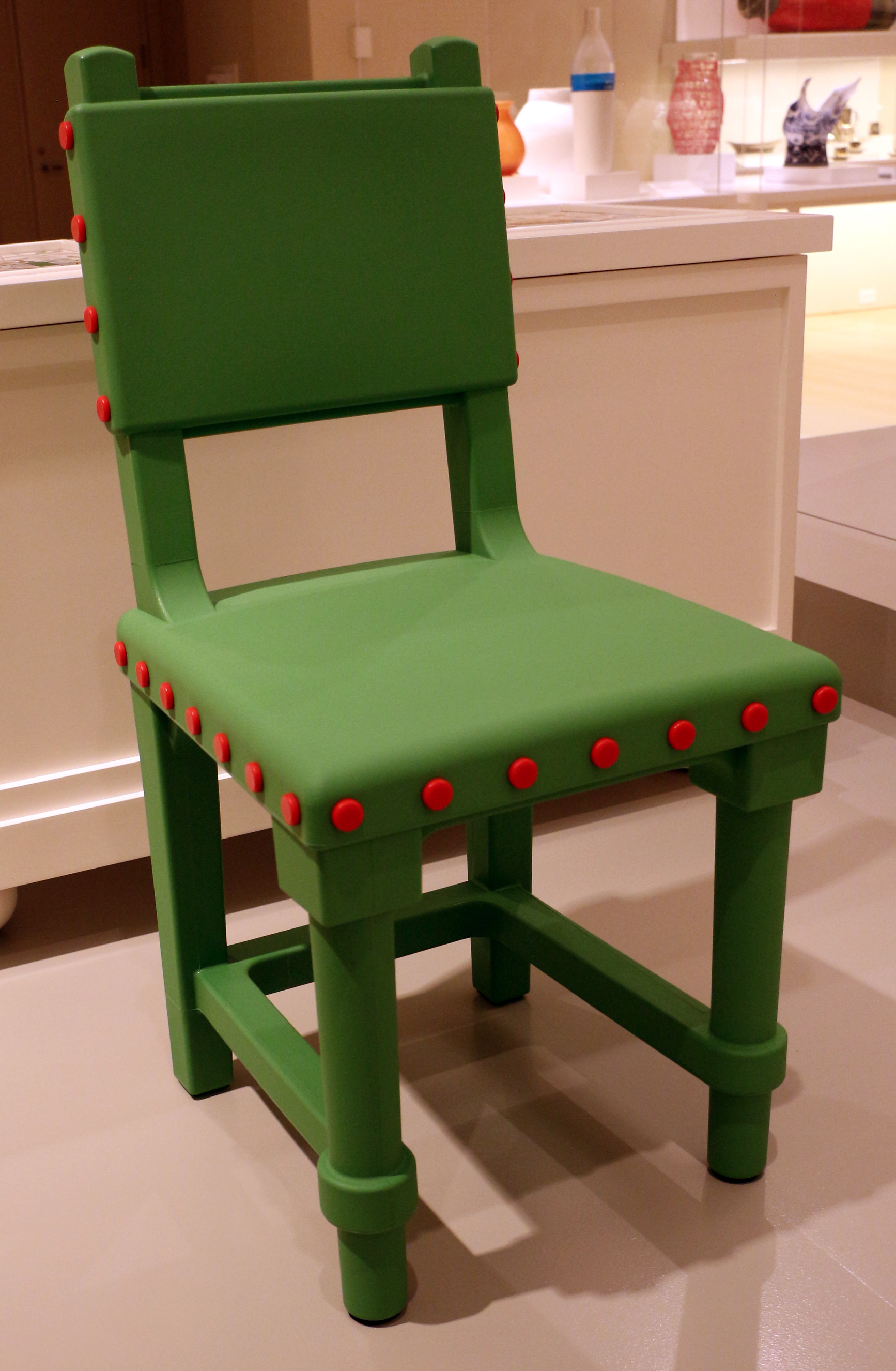
Gothic chaise, 2012.

Studio Job est un studio de design basé à Anvers en Belgique et aux Pays-Bas. Les objets conçus par Studio Job ont été présentés dans des musées et des galeries , et ont remporté des prix de design. Le studio est connu pour son côté rebelle, ainsi que pour son aptitude à créer un univers propre. Les objets sont souvent basées sur des fascinations personnelles allant de pièces uniques, éditions, installations, aux interventions dans l'espace public. Le Studio Job se positionne entre le design et l'art ce qui donne à son travail un positionnement spécifique et différent dans le design international. Plus d'une fois, le Studio Job a créé le débat dans les normes existantes du champ contemporain[non neutre].

## Designers
Les designers de Studio Job sont Job Smeets et Nynke Tynagel, qui se sont rencontrés sur les bancs de la Design Academy Eindhoven. Studio Job a été fondé par Job en 1998 et Nynke l'a rejoint en 2000. Studio Job emploie également une équipe de jeunes designers.

## Expositions
En 2010 Studio Job expose une série de pièces intituléé Industry, ainsi que les lampes Wrecking Ball Lamp et Crane Lamp, dans l'espace londonien de Carpenters Workshop Gallery,.

## Prix
- 1996 : René Smeets Prize, Design Academy Eindhoven, Eindhoven
- 1998 : Startstipendium, Fonds BKVB, Amsterdam
- 1998 : Foundation Sofa, La Haye
- 2000 : Dutch Culture Prize 2000, Pays-Bas
- 2001 : Rotterdam Design Prize 2001, Rotterdam
- 2001-2010 : Mondriaan Foundation, Amsterdam
- 2002 : Woon Awards, De Woonbeurs, Amsterdam
- 2003 : Harrie Tillie Prize, Stedelijk Museum Roermond, Ruremonde
- 2003 : Fonds BKVB, Amsterdam
- 2003 : Inside Design, Elle Wonen, Amsterdam
- 2004 : prix Bombay Sapphire, Londres
- 2005 : Elle Decoration Intl Design Award Elle Decor, Milan
- 2005 : Best breakthrough designers, Wallpaper Design Awards, Londres
- 2006 : Elle Decor Intl Design Award, Milan
- 2007 : Paper Chandelier Elle Decor Intl Design Award, Milan[6].
- 2007: The Style & Design 100, Time [7]
- 2007: Winner Woonbeurs Pin, Amsterdam [8]
- 2008: Archistar, L’Uomo Vogue Italia, Milan
- 2008: Best of The Brands, Elle Decor, Londres
- 2008: Gevel Totaal 2008, Rotterdam
- 2008: Nationale Staalprijs, Rotterdam
- 2009: The 100 Hot List, Queensland Homes, Australie
- 2009: Le meilleur du Design 2009, AD Collector, Paris
- 2009: Pyramid, Rotterdam Design Prize, Rotterdam
- 2010: Top 10 most influential design, Financial Times, Londres
- 2010: Design of the Decade, Boco, Taïwan
- 2010: Design Flanders, Bruxelles [9]
- 2011: Perished Persian, Elle Decor Intl Design Award, Milan [10]
- 2011: Dutch Design Awards, Eindhoven [11]
- 2012: Job Cabinet, 'Wallpaper Design Awards, Londres [12]
- 2012: Furniture of the year, Raum und Wohnen, Cham [13]
- 2012: Job Cabinet, Elle Decor Intl Design Award, Milan [14]
- 2012: Studio Job est nommé meilleur designer néerlandais, Eigen Huis & Interieur, Amsterdam [15]
- 2013: Nommé pour Designer of the Year, Wallpaper Design Awards, Londres[16].

## Coopérations
Les entreprises qui ont coopéré avec le Studio Job sont Bisazza, Bulgari, Firmship, Lensvelt, L'Oréal, Maharam, Moooi, Nodus, Rizzoli, Royal Tichelaar Makkum, Swarovski, Val-Saint-Lambert, Venini,